# جيف سميث (لاعب كرة قدم أمريكية)
جيف سميث (بالإنجليزية: Jeff Smith)‏ هو لاعب كرة قدم أمريكية أمريكي، ولد في 22 مارس 1962 في ويتشيتا في الولايات المتحدة.

## وصلات خارجية
- جيف سميث على موقع مرجع كرة القدم المحترفة.كوم (الإنجليزية)